# Södra Vrams landskommun
Södra Vrams landskommun var en tidigare kommun i dåvarande Malmöhus län.

## Administrativ historik
Kommunen bildades i Södra Vrams socken i Luggude härad i Skåne i Malmöhus län när 1862 års kommunalförordningar trädde i kraft. Samtidigt bildades Norra Vrams landskommun i Södra Åsbo härad i Kristianstads län.
Den 23 september 1887 avslog Kungl. Maj:t ett förslag att slå ihop Södra Vrams landskommun med Norra Vrams landskommun.
Vid kommunreformen 1952 uppgick kommunen i Billesholms landskommun som 1974 uppgick i Bjuvs kommun.

## Politik

### Mandatfördelning i Södra Vrams landskommun 1938-1946
| 3 | 15 | 4 | 3 |

| 24 |

| 3 | 16 | 3 | 3 |

| 24 |

| 4 | 16 | 3 | 2 |

| 24 |